# Радок
Радок — пресноводное (талое) озеро тектонического происхождения на востоке Антарктиды, расположенное в 5 километрах юго-западнее озера Бивер и в 24 километрах юго-восточнее хребта Арамиса гор принца Чарльза. Является глубочайшим озером в Антарктиде: глубина в нём достигает 362 м. Радок вытянут с юго-запада на северо-восток на 10,7 км, его максимальная ширина 3,4 км. Из водоёма по ущелью Пагодрома вытекает река Межозёрная, которая впадает в озеро Бивер. Во время поднятия уровня моря оба озера затапливаются и превращаются в единый морской залив.
С запада к озеру подходит питающий его язык ледника.
Радок нанесён на карты Австралийской национальной антарктической исследовательской экспедицией (ANARE) с фотографий воздушной экспедиции RAAF 1956 года. Назван в честь Уве Радока, преподавателя метеорологии в Мельбурнском университете, оказавшего большую поддержку гляциологической программе Австралийской национальной антарктической исследовательской экспедиции.